# 黃飛鴻
黃飛鴻（1847年8月19日—1925年4月17日），原名錫祥，字達雲，號飛鴻，幼名飛熊，籍貫廣東省廣州府南海縣西樵嶺西祿舟村，生於南海縣佛山鎮，是嶺南武術宗師及漢醫，南拳流派洪拳的名家，有“獅皇”之稱。父親為「廣東十虎」之一的黃麒英。

## 生平
黃飛鴻生年有兩種說法，一說於公元1847年8月19日（清朝道光廿七年七月初九），一說於公元1856年8月9日（清朝咸丰六年七月初九）生于佛山镇，跟隨其父黃麒英於佛山、廣州街頭賣藝，由此黃飛鴻自五歲便開始習武，早得父親黃麒英傳授習得虎拳、鶴拳; 又從另一廣東十虎之一蘇燦處再學得醉拳; 另拜鐵橋三傳人林福成為師學得鐵線拳；再從宋輝鏜處又學得無影腳。
1873年：留在廣州第七甫為銅、鐵行工人授武。之後為三欄行（果、菜、魚欄）工人武術教練。
1868年起在西關廻瀾橋附近設跌打醫館。從此偕徒在在佛山及廣州一些場館中、如在佛山政橋盧九叔的蟀場任「睇場」（現稱保安）。
1886年：父親黃麒英患病逝世後，黃飛鴻於廣州仁安里開設寶芝林醫館。
1912年：中華民國成立以後，政治長期動盪不安，黃因教武率徒關係，多任各種娛樂場所的「睇場」（現稱保安）工作。
1919年：廣州精武體育會成立，黃獲邀請表演。
1923年：黃飛鴻之子黃漢森被暗算而死，黃飛鴻於是不再傳授其餘諸子武術。
1924年8月：發生广州商团事变，国民党广州军政府鎮壓商團時燒毀西關一帶，寶芝林也被波及，黃飛鴻深受打擊，鬱悶成疾。
1925年4月17日：於廣州寶芝林安詳逝世，享年77歲。身後事頗為蕭條，家人甚至無錢買棺，多虧有心人出資才將其埋葬於廣州白雲山墓園下。其妻莫桂蘭與黃飛鴻的黃家兒子，及黃飛鴻徒弟林世榮、鄧秀瓊移居香港，開館授徒。
黃飛鴻的絕技有：雙飛鉈、子母雙刀、五郎八卦棍、  羅漢袍、無影腳、鐵線拳、單雙虎爪、工字伏虎拳、虎鶴雙形拳、五形拳、五行拳 、羅漢金錢鏢、四象標龍棍、醉拳等。此外，黃飛鴻亦善於舞獅，有廣州獅王之稱。

## 爭議

### 肖像爭議

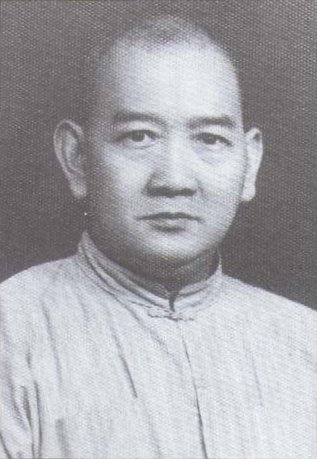
此乃黃飛鴻之子黃漢熙的肖像，常被誤作黃飛鴻遺照

黃飛鴻之子黃漢熙的照片多次被誤作黃飛鴻遺照 （包括佛山祖廟的「黃飛鴻紀念館」），原因是在七十年代時，有雜誌訪問莫桂蘭關於黃飛鴻的事跡，因當時莫桂蘭找不到黃飛鴻本人的照片，就拿出黃漢熙的照片，表示黃漢熙跟黃飛鴻相貌相似，於是雜誌刊出了黃漢熙的照片。九十年代大陸有人來找, 黃飛鴻在港傳人雖已堅稱黃飛鴻沒有照片留世, 但陸方人員仍把錯誤相片拿去當真的使用。
後來大陸網絡又傳,2005年，广州博物馆人员于香港寻得本肖像，据其背面书有“黄飞鸿像邝祺添”之字样而疑其为黄飞鸿肖像，而邝祺添乃黄飞鸿之徒弟凌云楷门人之一。但廣州或廣東博物館從沒有證實此事，甚至沒有公開談及。

### 出生年份爭議
關於黃飛鴻出生年份，主要有1847年及1856年之說。但當時出生亦有虛報年齡或出生年份不明之可能性。關於為1847年論點，係根據李曉龍主編之黃飛鴻紀念集記載，黃飛鴻生於清朝道光廿七年七月初九。認為1856年論點，係根據多個網站引述，黃飛鴻生於清朝咸丰六年七月初九。

### 赴台抗日事蹟爭議
《中國新聞週刊》報導1894年黃曾經為黑旗軍首領劉永福任醫官及軍中技擊教練，更隨劉赴台灣抗擊日軍，之後又任廣東民團總教練。惟其他早期資料從未見及此段敘述，劉永福自己亦從未提及認識黃氏，遑提二人交情深厚云云，此疑為後人杜撰。

## 家庭
- 父：黄麒英，1886年逝世。
- 妻：羅氏，1871年迎娶，婚後三月後羅氏逝世。
- 妻：馬氏，约1896年續娶，生二子（黄漢林、黄漢森），不久馬氏逝世。
- 妻：岑氏，约1902年續娶，生二子（黄漢樞、黄漢熙），不久岑氏逝世。
- 妻：莫桂蘭，1915年續娶，兩人年齡相差約40歲。1982年莫桂蘭逝世。[12]

黃飛鴻結過四次婚，除元配外皆為續娶。由於前三名妻子均早逝，黃飛鴻認為自己剋妻，發誓不再續弦。後來娶最後一名妻子莫桂蘭時，就定她為側室，實際上莫氏是黃飛鴻當時唯一的配偶，果然莫桂蘭並未早逝，直到1982年11月3日於香港安詳逝世。
黃飛鴻有四子，1923年兒子黃漢森於广西梧州渡任“护勇”时，因醉酒爭執被护勇队小头目“鬼眼梁” 张禺七暗算惨死。受此打击，飞鸿不再向其他儿子传授武技。

## 徒弟
- 陸正剛：黃飛鴻之大弟子，曾任孫中山的衛士。[14][15]

- 梁寬：廣東梅縣人，四十五歲時早逝。[16]

- 凌雲楷：黃飛鴻唯一的「八寶弟子」，清朝末年來香港生活，弟子包括：簡民英、鄺祺添、梁林等。[17][18][19]

- 林世榮：綽號「豬肉榮」，廣東南海平洲人，二十年代遷居香港以傳授武術為業，弟子包括：朱愚齋、劉湛等。[20]

- 鄧芳：廣東三水人，在西關創立義勇堂授徒，有「西關老虎」之稱。[21]

- 陳殿標（陳錦泉）：廣東佛山人，梧州發展後與當地武師鄔彪雄發生衝突，改往羅定市（雲浮）開館授徒，最出色的武藝是無影腳，與梁寬、林世榮同為得到無影腳真傳的弟子。鄉人稱之為「鬼腳陳」或「陳鬼腳」。[22]後因遭到滿清政府懷疑是革命黨人，改名「陳錦泉」後輾轉逃往安南（越南），民國成立時返回廣東，最後定居香港。

- 鄧秀瓊：黃飛鴻之女徒弟，亦是吳殷志的母親、吳香倫的祖母。[19]

## 年表
以下列表以黃飛鴻之虛齡計算，因此歲數有可能比史實記載大一歲。如黃飛鴻從父黃麒英習武時應為5歲，逝世時應為77歲。
| 年份 | 年齡 | 大事 |
| ---- | ---- | --- |
| 1847 | 1    | 農曆七月初九 出生於廣東佛山鎮。 |
| 1853 | 6    | 從其父黃麒英習武。 |
| 1859 | 12   | 隨父在佛山、廣州、順德一帶賣武，其間以四象標龍棍勝武師鄭大雄左手釣魚棍法，得「少年英雄」之名。                                                                                      |
| 1860 | 13   | 在佛山豆豉巷賣武時遇鐵橋三高徒林福成，在佛山隨林福成學藝近兩年，學成 「鐵線拳」和 「飛鉈」等絕技。                                                                                  |
| 1863 | 16   | 移居廣州，銅、鐵行工人集資為其設武館於第七甫水腳，飛鴻結束賣武生涯。 |
| 1865 | 18   | 廣州三欄行（果欄、菜欄、魚欄）中人聘為行中武術教練。 |
| 1866 | 19   | 在西樵官山墟一當鋪夜宿時遇賊人打劫，飛鴻一人擊退數十人，在當地一時傳為佳話，隨後應邀到在石龍鄉授徒。                                                                                |
| 1867 | 20   | 一洋人攜如牛犢大的狼狗在香港設擂向華人邀鬥，飛鴻不甘華人受辱，赴港以「猴形拐腳」擊斃惡犬，自此揚名香江。                                                                            |
| 1868 | 21   | 香港水坑口大笪地小販彭玉攤擋被一惡棍強佔打傷，飛鴻路見不平相助，被對方同夥數十人持械圍攻，被飛鴻擊敗。約1868年 另設館於廣州西關迴瀾橋附近教徒授藝兼醫刀傷跌打，三欄教席由梁寬代替。 |
| 1869 | 22   | 在佛山平政橋斗蟀場為盧九叔任"護草"（現場保鏢）時，飛鴻嚴懲歹徒，在佛山名噪一時。 |
| 1871 | 24   | 娶妻羅氏，婚後三月羅氏病卒。 |
| 1873 | 26   | 受聘廣州水師武術教練，並考取廣州將軍衙門「靖汛大旗手」一職。 |
| 1882 | 35   | 記名提督吳全美聘飛鴻為軍中技擊教練，停辦迴瀾橋所設武館。 |
| 1886 | 39   | 其父麒英染疾卒，享年76歲(1810年-1886年)。月餘後，吳全美去世，飛鴻辭去軍中技擊教練職務，在廣州仁安街設跌打醫館「寶芝林」。                                                           |
| 1888 | 41   | 黑旗軍首領劉永福賞識黃飛鴻武藝高強、醫術精通，聘為軍醫官和福字軍技擊總教練，向其贈"醫藝精通"木匾。                                                                                  |
| 1894 | 47   | 劉永福率領軍隊赴台灣抗擊日軍，飛鴻隨劉率九營福字軍抵台，駐守台南。（此疑為後人杜撰。）                                                                                              |
| 1895 | 48   | 6月，劉永福棄台內渡，飛鴻離台返粵，自此僅行醫不授武，「寶芝林」前榜：「武藝功夫，難以傳授；千金不傳，求師莫問。」                                                                   |
| 1896 | 49   | 約1896年 續娶馬氏為妻，生二女、二子（漢林、漢森），不久馬氏病卒 |
| 1902 | 55   | 約1902年 續納岑氏為妻，生二子（漢樞、漢熙），不久岑氏病卒。 |
| 1911 | 64   | 8月，應劉永福邀聘，任廣東民團總教練。 |
| 1912 | 65   | 魚欄伙記馬如燦（賣魚燦）遭歹徒勒索被毆，飛鴻見義勇為嚴懲歹徒，「義救賣魚燦」一事在羊城廣為傳頌。                                                                                    |
| 1915 | 68   | 續莫桂蘭為妾，莫桂蘭的年齡比黃飛鴻小約四十歲。 |
| 1918 | 71   | 在廣州十八甫福安街梁氏蟀獵場任守。 |
| 1919 | 72   | 精通武術的次子黃漢森遭妒，往廣西梧州渡任「護勇」時被「鬼眼梁」暗算慘死。受此打擊，飛鴻不再向其他兒子傳授武技。4月9日，在廣州海珠戲院廣東省精武會成立大會上表演飛鉈。                |
| 1924 | 77   | 10月，廣州軍政府鎮壓商團暴亂，西關一帶房屋被毀，仁安街「寶芝林」受累被焚，資財付於一炬，其長子黃漢林又告失業，因而憂鬱疾成。                                                        |
| 1925 | 78   | 農曆三月廿五日，於廣州寶芝林安詳離世。78歲為虛齡，實際上77歲。 |

## 拳腳武功
黃飛鴻除了刀槍功夫之外，其拳腳功夫亦為著名，多次在影劇上出現（部分可能是託名偽稱）：
- 醉拳
- 虎鶴雙形拳
- 無影腳（影劇稱其為「佛山無影腳」）
- 八卦掌
- 形意拳
- 铁线拳

## 影视
黃飛鴻傳人林世榮的徒子徒孫，不少人成為電影中人，其中較為人熟悉的有武術指導劉家良，其父劉湛便是林世榮之弟子。
1950年代至1960年代，香港便已拍攝了接近八十套以黃飛鴻為題材的電影。當中黃飛鴻一角，除了兩套為白玉堂，俱由關德興擔當；而反派幾乎全部由石堅演出，亦因為如此，港人常稱關德興為「黃師傅」。之後，成龍、劉家輝亦有演過少年時期的黃飛鴻。
1991年徐克拍攝李連杰版黃飛鴻電影非常成功。之後徐克與李連杰繼續合作，拍攝續集《黃飛鴻之二男兒當自強》、《黃飛鴻之三獅王爭霸》、《黃飛鴻之西域雄獅》。1993年徐克又與趙文卓合作，拍攝《黃飛鴻之四王者之風》，1994年拍攝《黃飛鴻之五龍城殲霸》。1993年李連杰亦與王晶導演合作拍攝《黃飛鴻之鐵雞鬥蜈蚣》。另外徐克還監製《少年黃飛鴻之鐵馬騮》。
以黃飛鴻為主題拍攝的電影已經超過百部，形成黃飛鴻系列影視，「黃飛鴻」三字之所以在華人世界廣為人知，主要因為這些影劇，但其中剧情多为虚构。

### 电视剧
| 演員           | 劇名                     | 年 份 |
| 關德興         | 《黃飛鴻》               | 1976  |
| 黄元申         | 《少年黃飛鴻》           | 1981  |
| 劉江           | 《寶芝林》               | 1984  |
| 石堅           | 《我係黃飛鴻》           | 1991  |
| 關海山         | 《我愛牙擦蘇》           | 1992  |
| 曹啟泰         | 《黃飛鴻會紅》           | 1993  |
| 梁家仁         | 《黃飛鴻系列之鐵膽梁寬》 | 1994  |
| 張晨光         | 《黃飛鴻與十三姨》       | 1994  |
| 趙文卓         | 《黃飛鴻新傳》           | 1996  |
| 釋小龍         | 《少年黃飛鴻》           | 2002  |
| 黃宗澤         | 《我師傅係黃飛鴻》       | 2005  |
| 張晨光         | 《黃飛鴻與五大弟子》     | 2006  |
| 林嘉華         | 《奸人堅》               | 2007  |
| 張衛健         | 《仁者黃飛鴻》           | 2008  |
| 姜大衛（晚年） | 《女拳》                 | 2011  |
| 李天翔（壯年） | 《女拳》                 | 2011  |
| 張本煜         | 《大俠黃飛鴻》           | 2015  |
| 鄭愷           | 《國士無雙黃飛鴻》       | 2017  |

### 电影
| 演員   | 片名                                 | 年份       |
| 關德興 | 曾於逾80部電影飾演黃飛鴻，不能盡錄。 | 1949－1980 |
| 白玉堂 | 《黃飛鴻義救海幢寺（上集）》         | 1953       |
| 白玉堂 | 《黃飛鴻義救海幢寺（下集大結局）》   | 1953       |
| 谷峰   | 《黃飛鴻》                           | 1973       |
| 劉家輝 | 《陸阿采與黃飛鴻》                   | 1976       |
| 劉家輝 | 《武館》                             | 1981       |
| 李連杰 | 《黃飛鴻》                           | 1991       |
| 李連杰 | 《黃飛鴻之二：男兒當自強》           | 1992       |
| 李連杰 | 《黃飛鴻之三：獅王爭霸》             | 1993       |
| 李連杰 | 《黃飛鴻之鐵雞鬥蜈蚣》               | 1993       |
| 李連杰 | 《黃飛鴻之六：西域雄獅》             | 1997       |
| 趙文卓 | 《黃飛鴻之四：王者之風》             | 1993       |
| 趙文卓 | 《黃飛鴻之五：龍城殲霸》             | 1994       |
| 趙文卓 | 《黃飛鴻之南北英雄》                 | 2018       |
| 趙文卓 | 《黃飛鴻之怒海雄風》                 | 2018       |
| 趙文卓 | 《功夫聯盟》                         | 2018       |
| 成龍   | 《醉拳》                             | 1978       |
| 成龍   | 《醉拳II》                           | 1994       |
| 季天笙 | 《醉拳III》                          | 1994       |
| 曾思敏 | 《少年黃飛鴻之鐵馬騮》               | 1993       |
| 譚詠麟 | 《黃飛鴻對黃飛鴻》                   | 1993       |
| 譚詠麟 | 《黃飛鴻笑傳》                       | 1992       |
| 洪金寶 | 《環遊世界八十天》                   | 2004       |
| 彭于晏 | 《黃飛鴻之英雄有夢》                 | 2014       |
| 許京川 | 《王者歸來黃飛鴻》                   | 2017       |

## 外部連結
- WONG PING PUI 黄炳培，Spain 西班牙（Chau Wing Tak lineage） （页面存档备份，存于）
- 黃飛鴻大事年表